# Ápodo

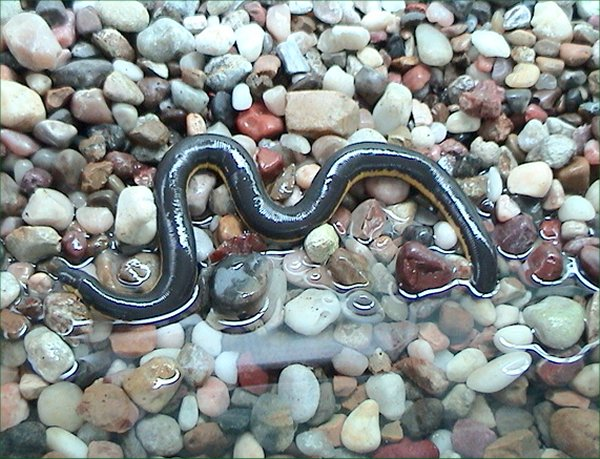
Una cecilia, miembro del orden Gymnophiona o Apoda

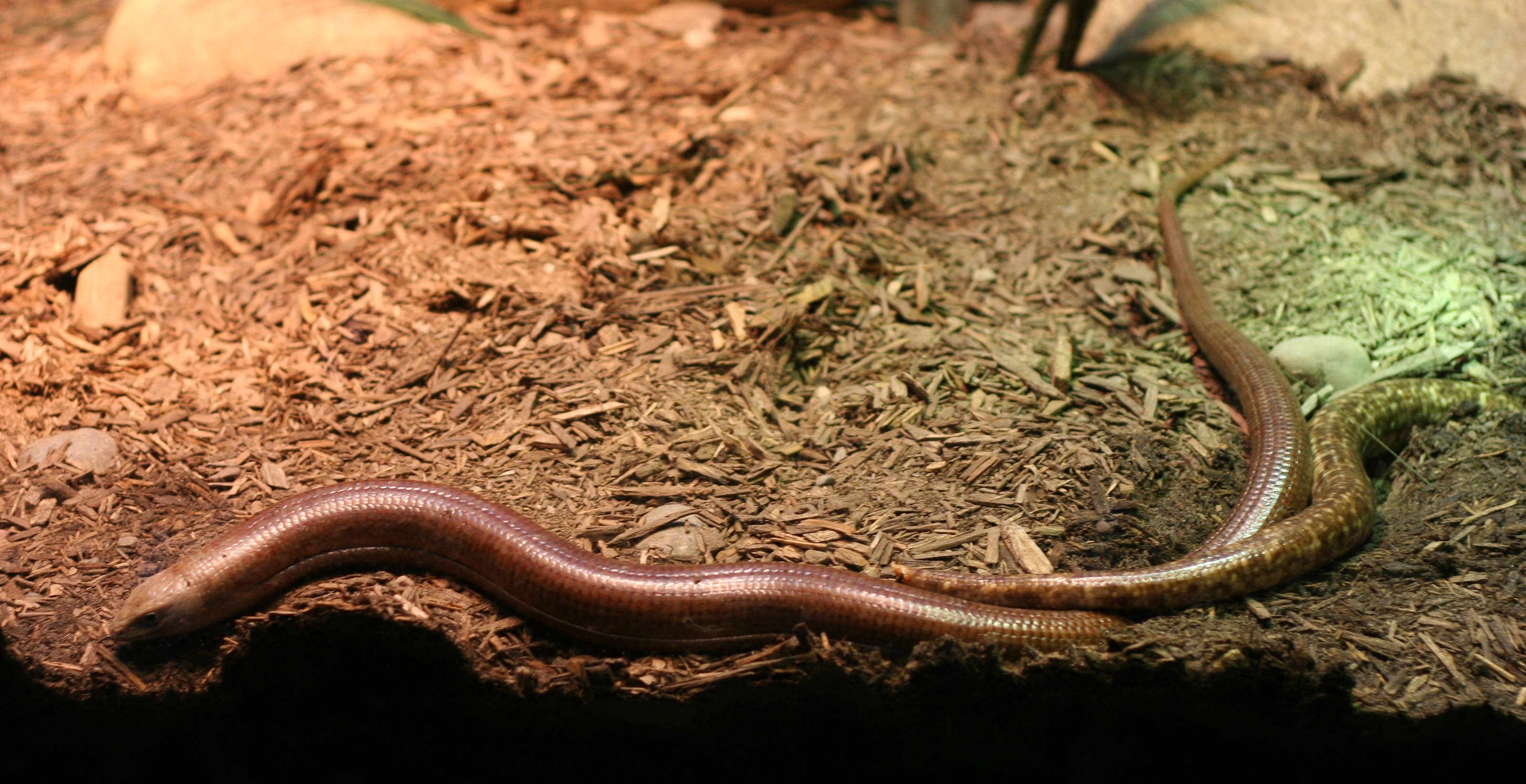
Ophisaurus apodus, un lagarto sin patas.

Ápodo (del griego ἄπους, ἄποδος) significa carente de patas, y es un término frecuentemente usado en Zoología, casi siempre para describir o designar formas, pertenecientes a grupos generalmente dotados de estos apéndices, que han perdido secundariamente las patas en el curso de la evolución. Es usado frecuentemente como epíteto específico en los nombres científicos de especies, concordando gramaticalmente con el nombre de género, como apodus (masculino) o apoda (femenino). 
"Apoda" es también un nombre sistemático con varios usos:
- Es un sinónimo obsoleto de Gymnophiona, un orden de la clase Amphibia, cuyos miembros son conocidos en castellano como cecilias.
- Es el nombre de un género de mariposas de la familia Limacodidae.
- Los vencejos pertenecen al género Apus, que proviene de la misma raíz griega.
- Existe además un género de hongos ascomicetes llamado Apodus, encuadrado en la familia Sordariaceae, la misma a la que pertenece Neurospora.

- Datos: Q6173741